# Bernhard Schräder
Bernhard Schräder (* 26. September 1900 in Hörstel; † 10. Dezember 1971 in Osnabrück) war ein römisch-katholischer Theologe und Bischof.

## Leben

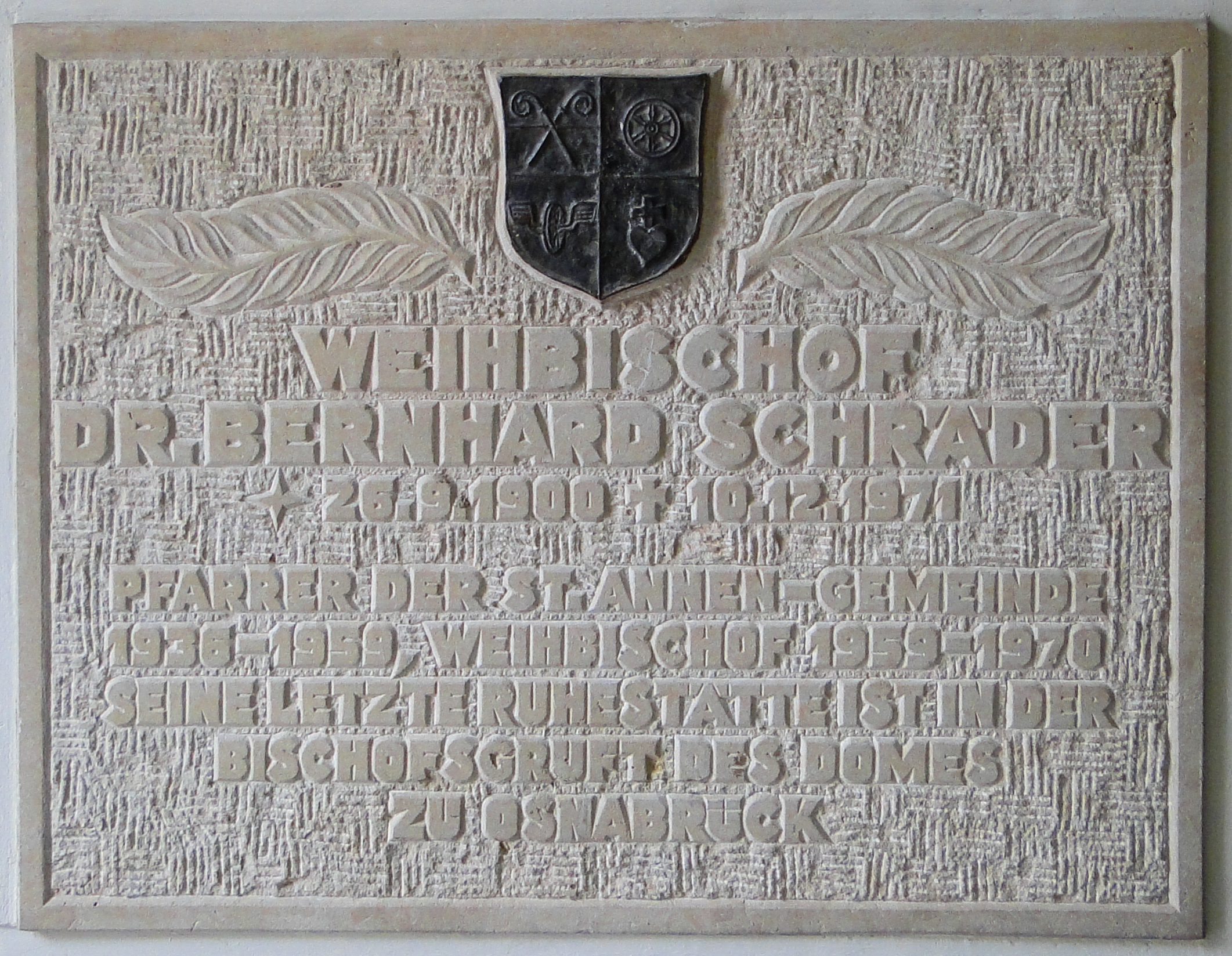
Gedenktafel in der Propsteikirche St. Anna in Schwerin

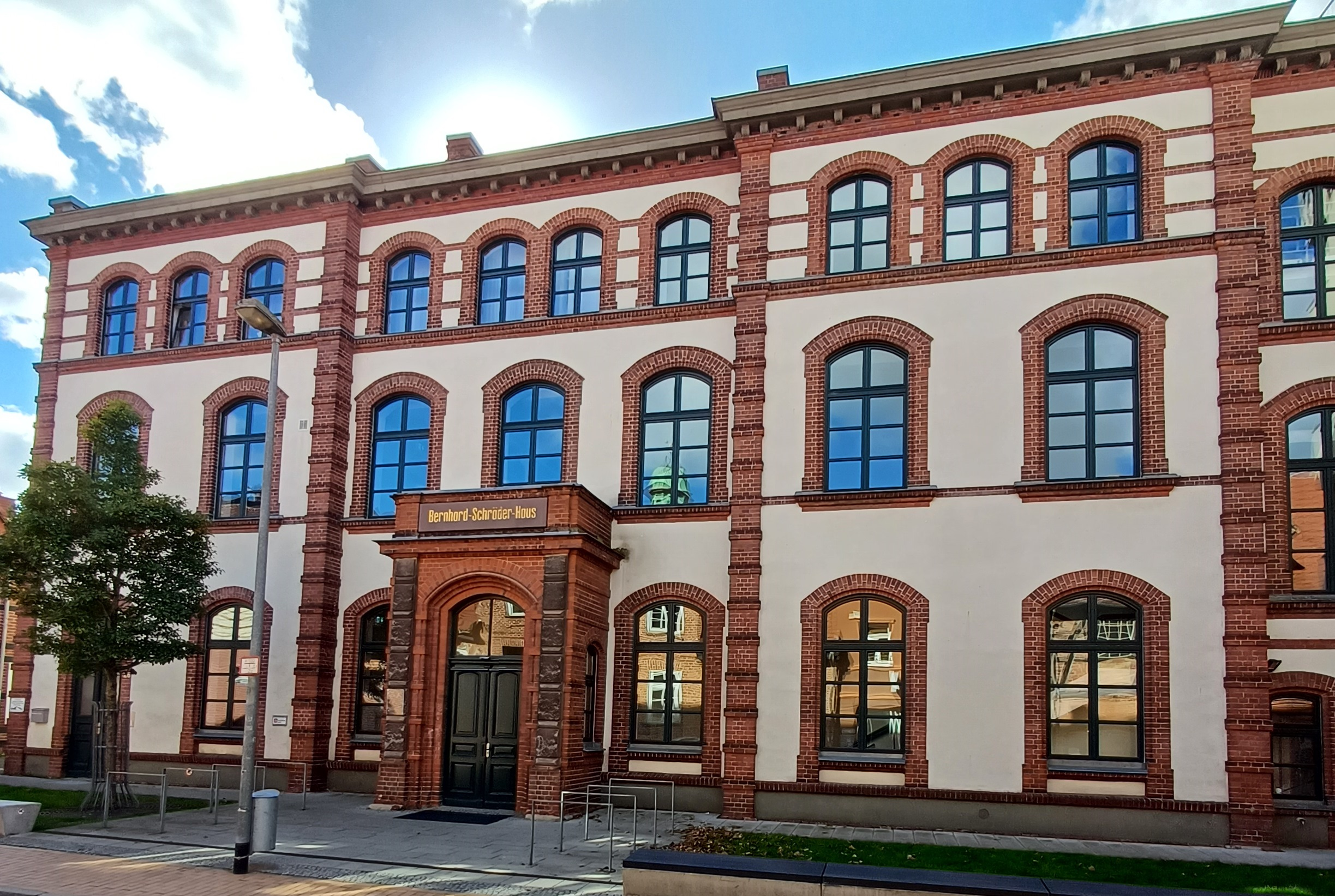
Bernhard-Schräder-Haus Gemeindezentrum in Schwerin

Schräder studierte in Münster, Hamburg und Freiburg im Breisgau und promovierte dort am 31. Januar 1924 mit der Arbeit Über die freie Wohlfahrtspflege in Baden zum Doktor der Staatswissenschaften (Dr. rer. pol.). Während seines Studiums trat er 1918 der katholischen Studentenverbindung W.k.St.V Unitas-Winfridia Münster bei.
Am 18. Dezember 1926 erhielt Schräder die Priesterweihe für das Bistum Osnabrück.
Danach wurde er unter anderem Kaplan in Neumünster, wo er den später seliggesprochenen Märtyrerpriester Eduard Müller in dessen Jugend entscheidend förderte, und Ende der dreißiger Jahre Pfarrer im damals zum Bistum Osnabrück gehörenden Schwerin.
Nachdem die Verbindungen nach Osnabrück durch die Besatzung und Teilung Deutschlands schwierig geworden waren, wurde Schräder am 16. April 1946 zum Bischöflichen Kommissar ernannt und leitete den in der SBZ/DDR liegenden Teil der Diözese. Durch Papst Pius XII. wurde Schräder zum Päpstlichen Hausprälaten und zum Päpstlichen Geheimkämmerer ernannt (Monsignore).
Schräder machte sich bei den kommunistischen Machthabern durch öffentliche regimekritische und antikommunistische Äußerungen u. a. gegen die Jugendweihe unbeliebt.
Da sich die Zahl der Katholiken in Mecklenburg durch Flucht und Vertreibung nach dem Ende des Zweiten Weltkriegs bis auf zeitweilig 15 % erhöhte, wurde Schräder zum 1. Dezember 1958 zum Generalvikar für Mecklenburg ernannt. Am 22. Juni 1959 wurde er zum Weihbischof mit dem Titularsitz Scyrus erhoben und am 8. September 1959 durch den Osnabrücker Bischof Helmut Hermann Wittler geweiht. Mitkonsekratoren waren Bischof Otto Spülbeck von Meißen und Weihbischof Friedrich Maria Rintelen aus Magdeburg.
Schräder erwarb sich erhebliche Verdienste beim Aufbau der Pfarrstellen- und Dekanatsstruktur. Er nahm als Konzilsvater am Zweiten Vatikanischen Konzil teil.

## Werke
- Caritas und freie Wohlfahrtspflege in Baden. Freiburg i. B. 1924, VIII und 144 S.